# Julian King
Julian King (ur. 22 sierpnia 1964 w Sutton Coldfield) – brytyjski dyplomata, ambasador w Irlandii i Francji, od 2016 do 2019 członek Komisji Europejskiej.

## Życiorys
Absolwent filozofii i teologii na St Peter’s College w Oksfordzie. Kształcił się następnie we francuskiej École nationale d’administration.
W 1985 dołączył do Foreign and Commonwealth Office, od tego czasu pracując na różnych stanowiskach w brytyjskiej dyplomacji. W latach 2008–2009 był dyrektorem gabinetu brytyjskiego komisarza europejskiego. Następnie do 2011 pełnił funkcję ambasadora Wielkiej Brytanii w Irlandii. Od 2011 do 2014 zajmował stanowisko dyrektora generalnego Northern Ireland Office, rządowego departamentu do spraw Irlandii Północnej. Następnie został jednym z dyrektorów generalnych w FCO, a w lutym 2016 ambasadorem Wielkiej Brytanii we Francji.
W lipcu 2016 został ogłoszony kandydatem na członka Komisji Europejskiej w miejsce Jonathana Hilla, który zrezygnował po referendum w sprawie brexitu. W sierpniu Jean-Claude Juncker zdecydował o powierzeniu mu stanowiska komisarza ds. unii bezpieczeństwa; Julian King rozpoczął urzędowanie we wrześniu 2016. Zakończył urzędowanie wraz z całą KE w 2019.

## Odznaczenia
- Kawaler Orderu św. Michała i św. Jerzego (2006)
- Komandor Królewskiego Orderu Wiktoriańskiego (2011)
- Rycerz Krzyża Komandorskiego Królewskiego Orderu Wiktoriańskiego (2014)[4]